# Василевський Віктор Гнатович
Василевський Віктор Гнатович — (17 квітня 1921, с.Забілоччя — † 15 липня 2001, Чернівці) — військовий топограф, лауреат Сталінської премії СРСР.

## Біографічні відомості
Народився 17 квітня 1921 р. в с. Забілоччя Радомисльського повіту Київської губернії (нині — Радомишльський район Житомирської області) в збіднілій дворянській родині. Дворянство було дароване імператорськими указами його пращурові Йосифові-Северину Василевському 1727 року, згодом підтверджено дідові Івану Васильовичу.
1939 року закінчив забілоцьку середню школу і вступив до Ленінградського військово-топографічного училища. Трирічну програму група, у якій навчався В. Г. Василевський, засвоїла за два роки.
У серпні 1941 р. його зарахували топографом 2-го розряду до Першого військово-топографічного загону, сформованого у м.Джизаку. За наказом Генштабу загін був направлений на топографічні зйомки до Ірану. Топографи нанесли на карту чималий район, який обіймали радянські війська. Брав участь у збройних сутичках з басмачами, іранськими військами.
Після повернення з Ірану знімали Каракуми, плато Усть-Урт, гори Тянь-Шаню на китайському кордоні. Потім знову був Іран і гори Хорасану, Ельбурський хребет та ін.
У 1945–1949 роках загін виконував зйомки на Памірі. Топографу В. Г. Василевському 1948 року випала честь побувати і перенести на карту найбільший у світі (не рахуючи Антарктики і Арктики) памірський льодовик Федченко.
Після Паміру працював у Закавказькому військовому окрузі на зйомках Кавказьких гір.
У 1952 році за створення карт високогірних районів В.Василевському в числі інших військових топографів була присуджена Сталінська премія.
Після підвищення кваліфікації у Ленінграді був направлений у Китай для надання допомоги у становленні військової топографічної служби, був радником командира топографічного загону.
Після повернення оселився в Чернівцях. Звідси виїздив у відрядження на відновлення карт до Росії, в Карпати, у ряд областей України. Викладав геодезію курсантам Кам'янець-Подільського інженерного училища. У 1970 році був звільнений у запас у званні підполковника.
Працював викладачем у технікумі, навчаючи студентів геодезії і топографії, кресленню, військово-технічній підготовці тощо.
Написав дві книжки спогадів: «Веселі і сумні мої дороги…» [Архівовано 5 листопада 2018 у Wayback Machine.] (Львів,1999) і «У колисці військових топографів» [Архівовано 24 травня 2015 у Wayback Machine.] (Дрогобич, 2000).
Помер 15 липня 2001 року. Похований у Чернівцях.